# Ckm wz. 30
A Ckm wz. 30 (abreviação de ciężki karabin maszynowy wz. 30; "metralhadora pesada modelo 1930") é um clone polonês da metralhadora pesada americana Browning M1917. Produzida com diversas modificações, como calibre maior, cano mais longo e mira ajustável, era uma cópia aprimorada, embora sem licença, de sua antecessora, e foi a metralhadora padrão do Exército Polonês a partir de 1931.

## Projeto e desenvolvimento
Após a Polônia recuperar sua independência em 1918, suas forças armadas passaram a dispor de uma variedade de armas diferentes, em sua maioria herdadas dos exércitos de suas antigas potências ocupantes. Assim como seus fuzis e carabinas, as metralhadoras utilizadas pelo Exército Polonês na Guerra Polaco-Soviética incluíam a russa M1910 Maxim de 7,62 mm, a austríaca Schwarzlose MG M.07/12 de 8 mm de 1907, a alemã Maschinengewehr 08 de 7,92 mm e a francesa Hotchkiss Mle 1914 de 8 mm. Essa diversidade era um pesadelo logístico, e no início da década de 1920, o Estado-Maior do Exército Polonês decidiu substituir todas as metralhadoras antigas por um novo projeto, produzido especificamente para as designações polonesas.
Inicialmente, a metralhadora Hotchkiss, testada durante a Guerra Polaco-Soviética e adaptada ao calibre 7,92 mm polonês padrão (como a Ckm wz. 25 Hotchkiss), teve o maior número de adeptos. No final de 1924 e início de 1925, 1.250 foram encomendadas da França e o Ministério da Guerra polonês iniciou negociações para a compra da licença de fabricação de cópias na Polônia. No entanto, os primeiros testes das metralhadoras Hotchkiss do pós-guerra provaram que a nova produção estava bem abaixo das necessidades polonesas e das especificações do fabricante, e as negociações foram interrompidas. No final de 1927, o ministério organizou um concurso para uma nova metralhadora pesada padrão para todos os fins.
Quatro empresas participaram da competição: a americana Colt com a M1928 (variante modificada para exportação da Browning M1917A1), uma versão recalibrada produzida na Tchecoslováquia da Schwarzlose M.7/12 (Schwarzlose-Janeček vz.7/24), a metralhadora britânica Vickers convertida para calibre 7,92 mm e a Hotchkiss com o modelo aprimorado da wz. 25. Todos os testes iniciais foram vencidos pela Browning. Os testes foram repetidos em 1928, e novamente a arma americana venceu, então o ministério polonês decidiu comprar uma licença. O preço, no entanto, era muito alto (US$ 450.000), e a Colt exigiu um pedido de 3.000 armas em suas próprias fábricas. Descobriu-se que nem a Colt nem sua representante europeia, a Vickers-Armstrong, haviam patenteado o projeto na Polônia. Além disso, a documentação de uma licença recentemente adquirida para o Browning Automatic Rifle (via agente da Colt, a empresa belga Fabrique Nationale de Herstal) estava incorreta, e as entregas estavam atrasadas, o que desencorajou os poloneses de fazerem novas encomendas no exterior. Por isso, o ministério polonês decidiu ordenar a produção de uma versão local da Browning M1917 na Fabryka Karabinow ("Fábrica de Fuzis"), em Varsóvia.

## Modificações
Em meados de 1930, os primeiros modelos de teste estavam prontos e foram enviados para diversos estandes de testes. Em março de 1931, os primeiros 200 modelos foram enviados para unidades da linha de frente para testes adicionais sob a designação Ckm wz.30. A produção em série começou no final daquele ano. Entre as diferenças mais notáveis entre o original e o clone polonês estavam:

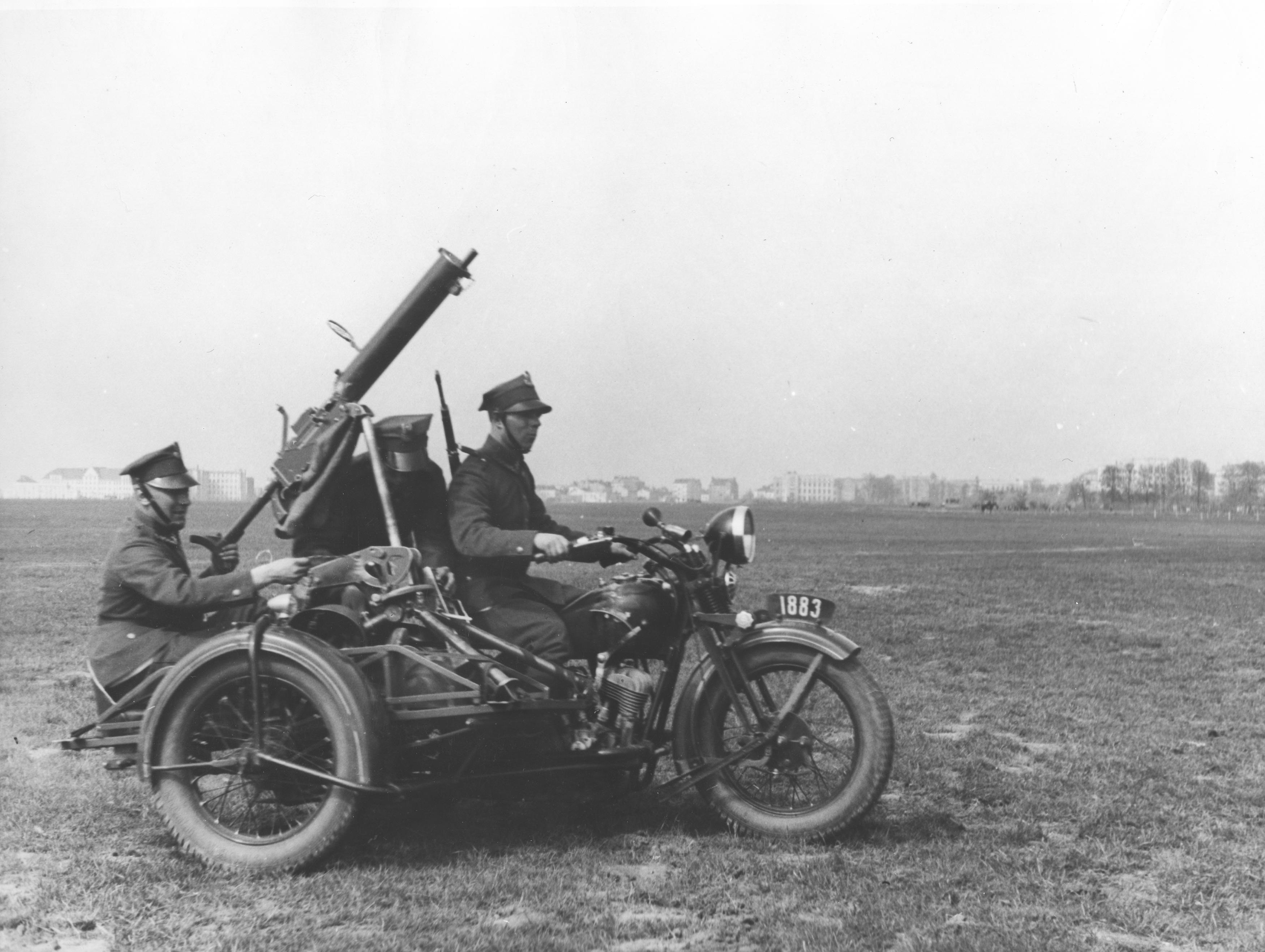
Ckm wz. 30 montada em uma motocicleta do exército polonês Sokół 1000 com o cabo e a mira adaptados para fogo antiaéreo, foto anterior a 1º de setembro de 1939

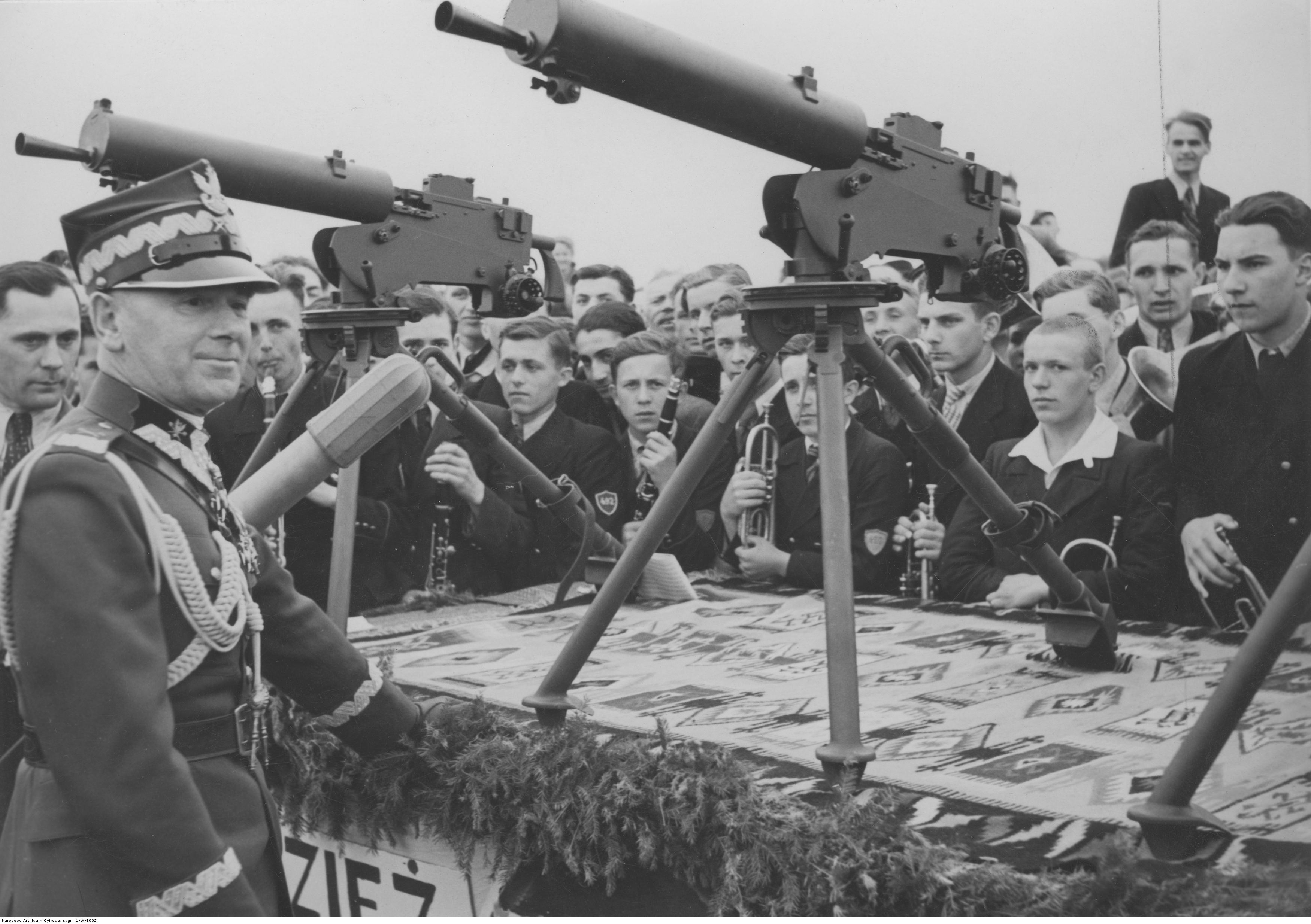
Metralhadoras M1930 em tripés M1934 presenteadas pela juventude ao Marechal Rydz-Śmigły, 1939

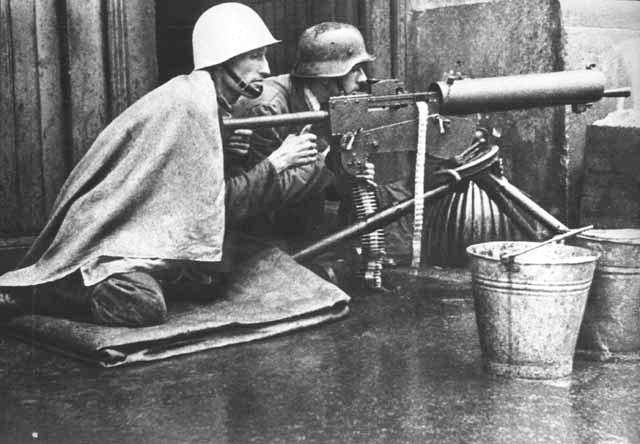
Durante a Revolta de Varsóvia, 1944

1. Calibre diferente, adaptado à munição padrão polonesa 7,92×57mm Mauser
2. A mira circular foi substituída por uma mira em forma de V
3. O cabo da arma foi alongado para facilitar o transporte
4. Um cano mais longo para maior precisão
5. O receptor foi modificado para facilitar a troca de canos usados
6. O ferrolho foi modificado para facilitar o manuseio
7. Um tripé foi adaptado para ser usada como arma antiaérea.
8. Os mecanismos de mira foram adaptados para uso como arma antiaérea, assim como sua empunhadura para uso a bordo de aeronaves.

Três tipos de suporte de tripé foram desenvolvidos e utilizados na Polônia. O primeiro foi o suporte wz. 30 para infantaria (peso 29,3 kg), substituído pelo suporte aprimorado wz.34 (26,3 kg). A cavalaria adotou o suporte mais moderno wz. 36 (17 kg). Todos os tripés podiam ser usados para fogo antiaéreo, utilizando um mastro, transportados em uma perna traseira no caso de suportes de infantaria, ou dobrados abaixo do cano, desempenhando também a função de amortecedor de recuo, no caso de suportes de cavalaria.
Após os primeiros testes, uma série de modificações adicionais foi introduzida. Em 1938, o mecanismo de gatilho foi substituído por um sistema completamente novo e mais confiável. Além disso, a trava foi substituída para facilitar o manuseio e manter a arma em boas condições. O projeto modificado recebeu a designação de ckm wz.30a, embora o nome raramente fosse usado pelos próprios soldados. A nova versão também foi a base do projeto ckm wz.30/39T, projetado para exportação para a Turquia e adaptado à munição padrão turca 7,65x53mm. No entanto, o projeto nunca foi introduzido em grande número, pois a competição turca foi interrompida após o início da Segunda Guerra Mundial. No final da década de 1930, Wilniewczyc e Skrzypinski projetaram canos experimentais com um furo oval raiado ("ranhuras Lancaster"). Os canos eram muito caros para produzir, mas proporcionavam um aumento significativo na precisão e na longevidade do cano. No total, entre 1931 e 1939, a Fabryka Karabinow ("Fábrica de Fuzis") em Varsóvia produziu pelo menos 8.401 ckm wz. 30 para o Exército Polonês, além de 200 séries de informações (apenas dados até março de 1939 estão disponíveis, e várias centenas foram provavelmente produzidas até setembro de 1939). Além disso, um número considerável – mais de 1.700 – foi exportado pelo sindicato SEPEWE para a Espanha Republicana. Houve tentativas de vendê-los também para outros países, como Romênia, Bulgária, Estônia, Iugoslávia e Argentina, mas, apesar da participação favorável em competições, a fábrica estatal não tinha recursos para financiar as entregas. Entre outras coisas, em 1936, na Argentina, a metralhadora wz. 30 foi avaliada como mais confiável e precisa do que a Browning M1928 original, mas a Colt conseguiu garantir condições de entrega mais favoráveis. Em 1938, a Turquia encomendou 500 metralhadoras wz.30/39T e provavelmente pelo menos parte deste contrato foi cumprido. As armas capturadas foram usadas pela Espanha Nacionalista, Alemanha Nazista e Romênia. Após 1939, muitas metralhadoras wz. 30 preservadas foram usadas por unidades guerrilheiras polonesas (principalmente o Exército Nacional), entre outras, durante a Revolta de Varsóvia.

## Exemplos sobreviventes

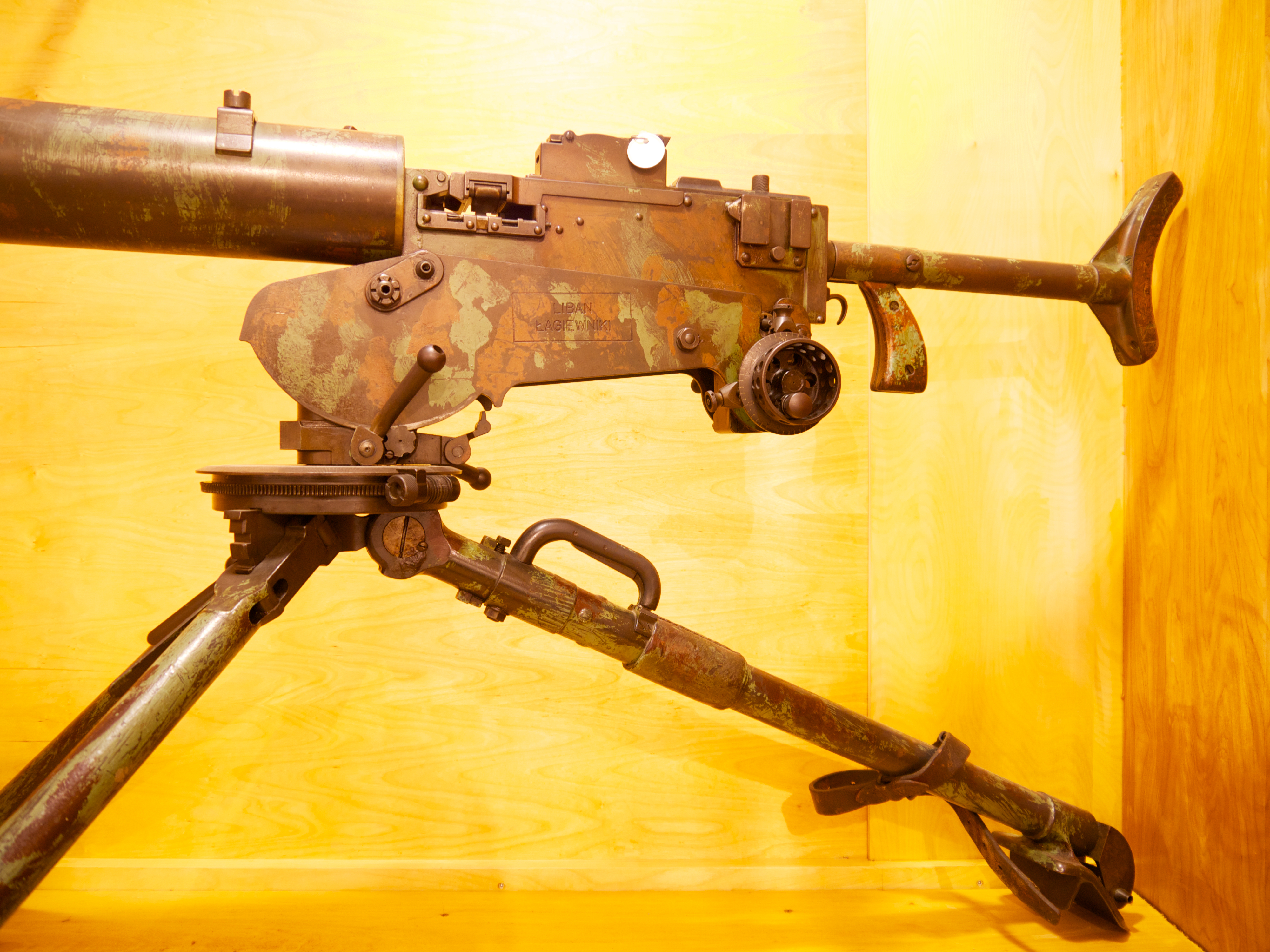
Metralhadora wz. 30 em tripé wz. 34 no Museu Militar Base Borden
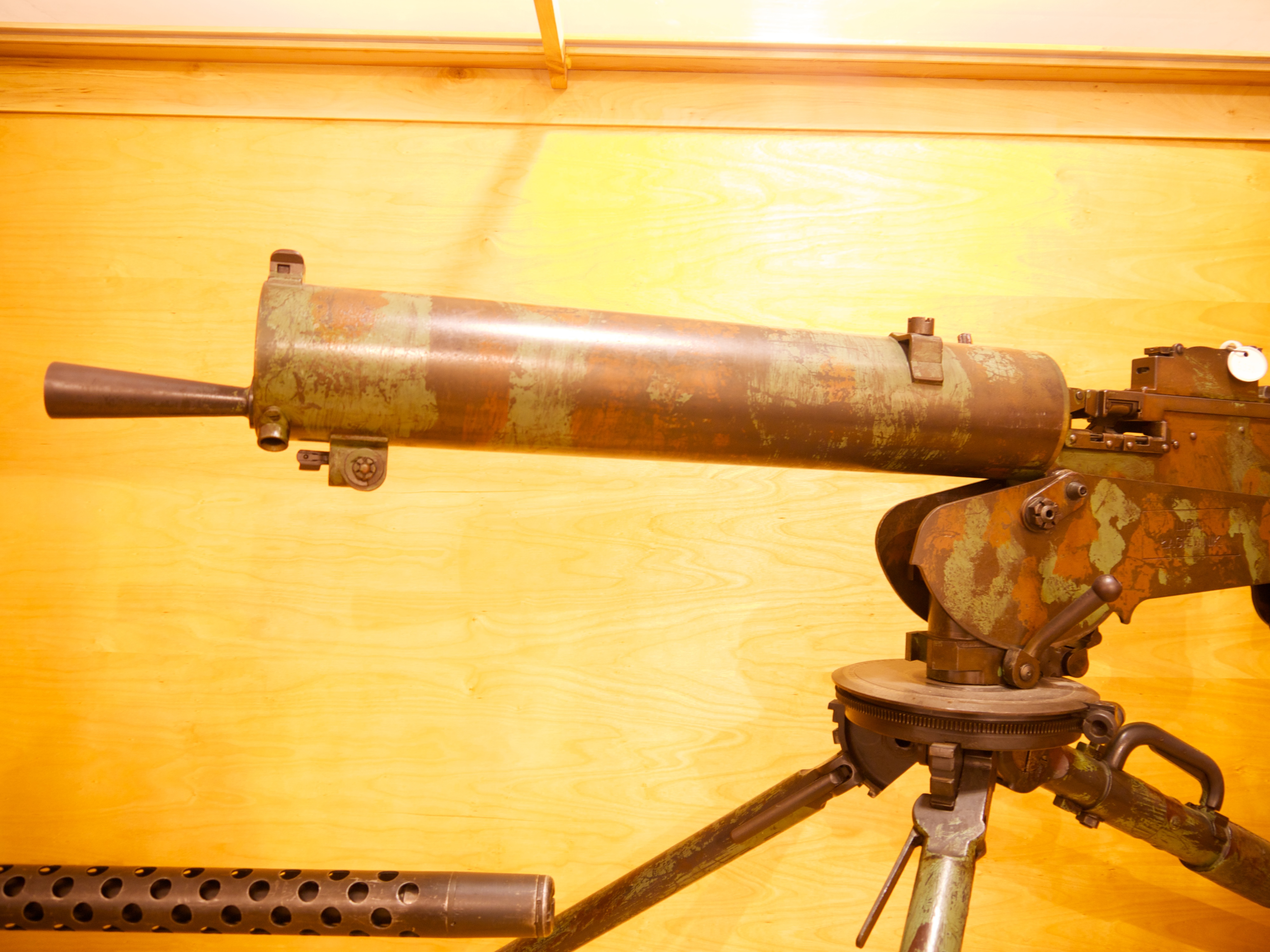
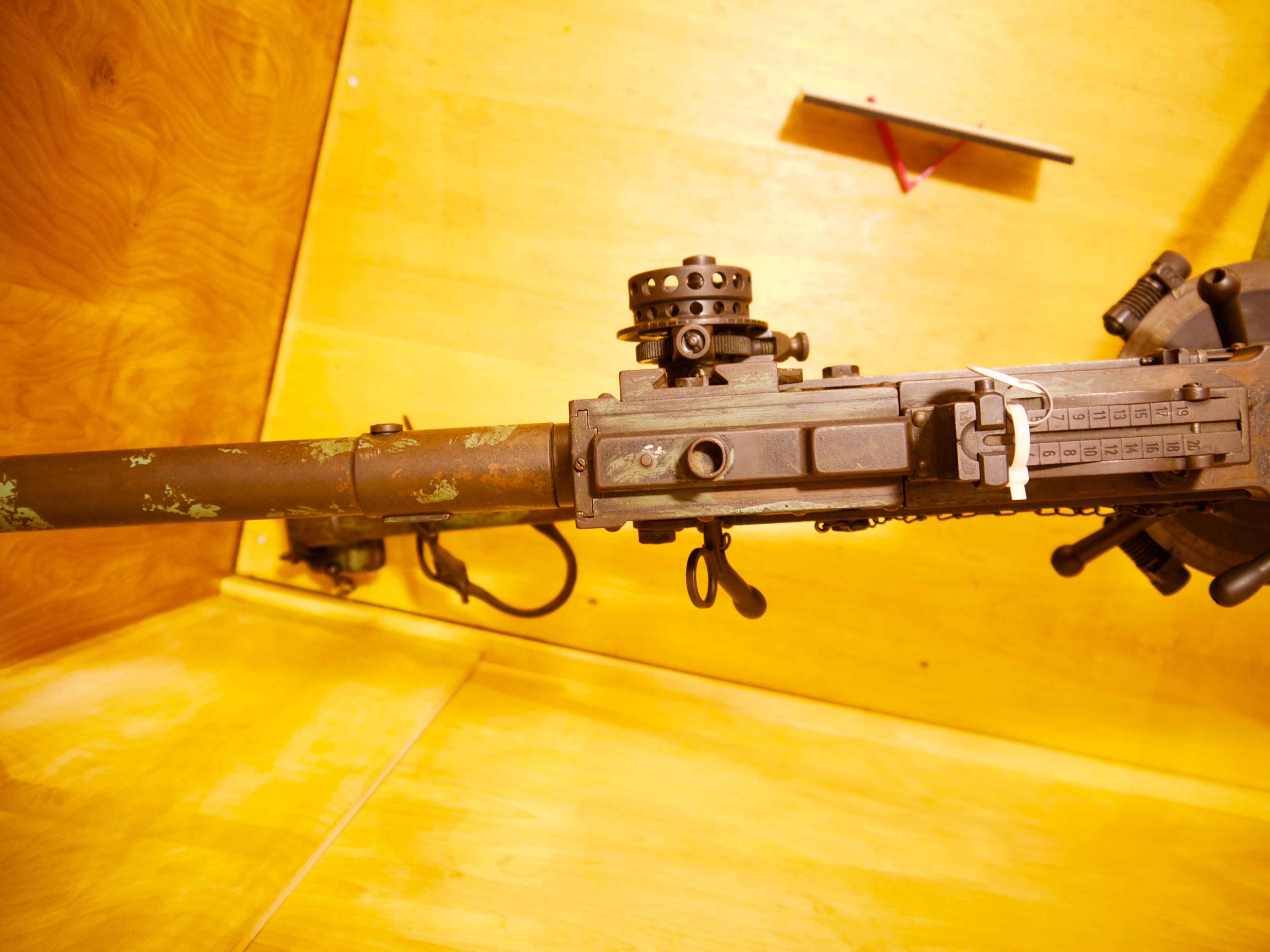
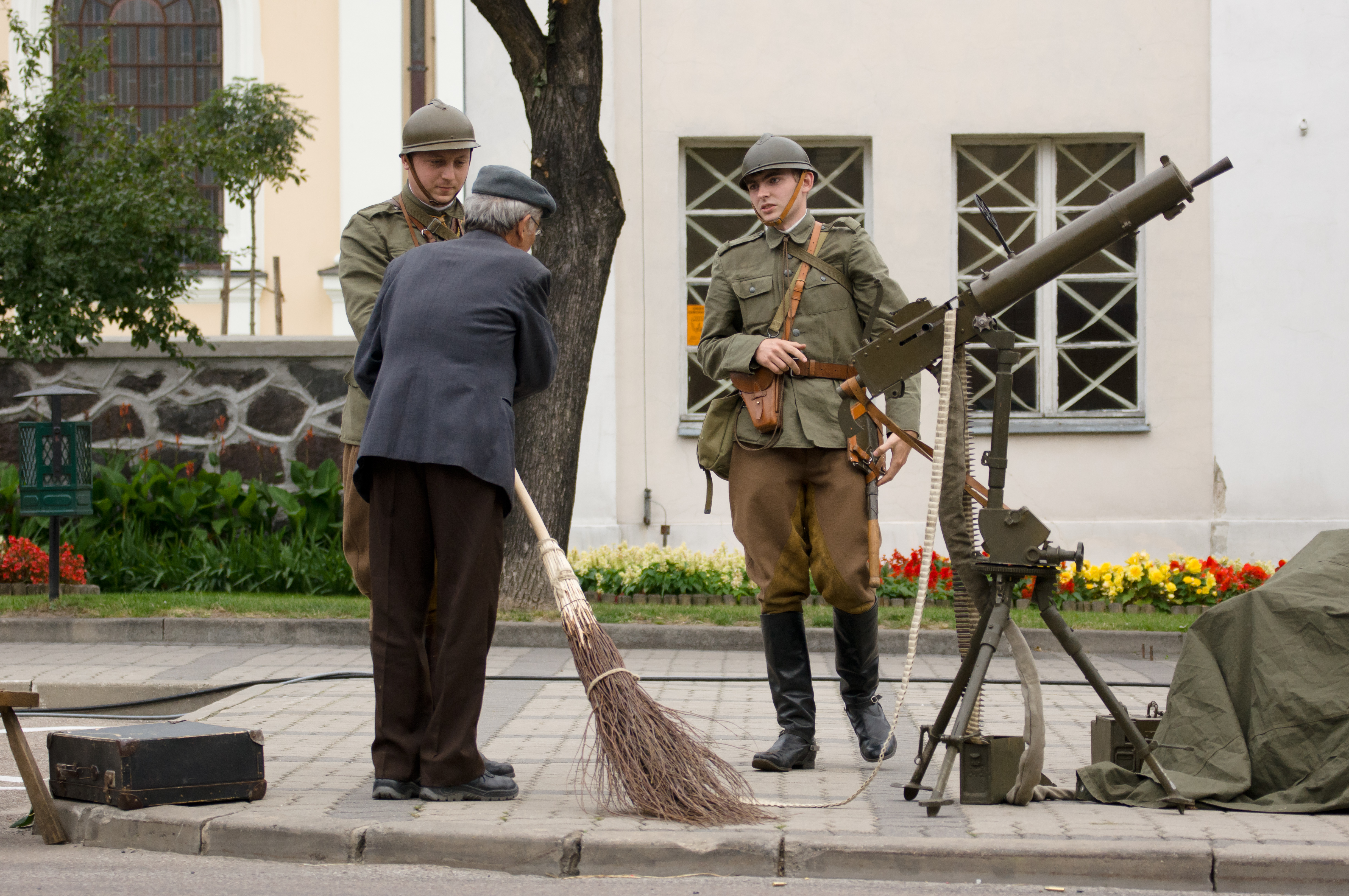
Reencenadores poloneses com uma metralhadora em tripé wz. 36 em posição AA

## Operadores

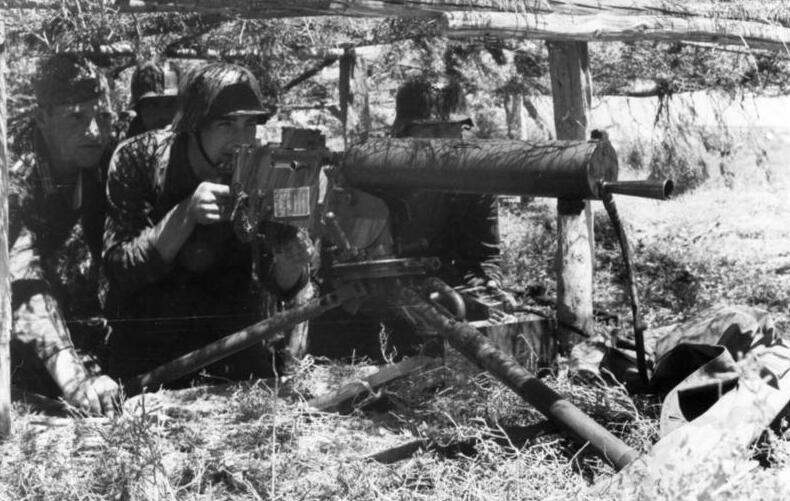
Uma metralhadora polonesa M1930 capturada em um tripé M1934 em posições defensivas alemãs na costa da França, 1943

- Segunda República Polonesa
- Reino da Romênia
- Segunda República Espanhola
- Espanha Nacionalista
- Turquia
- Alemanha Nazista
- República da China: Fornecida em pequenas quantidades pela União Soviética em 1940